# Citizendium

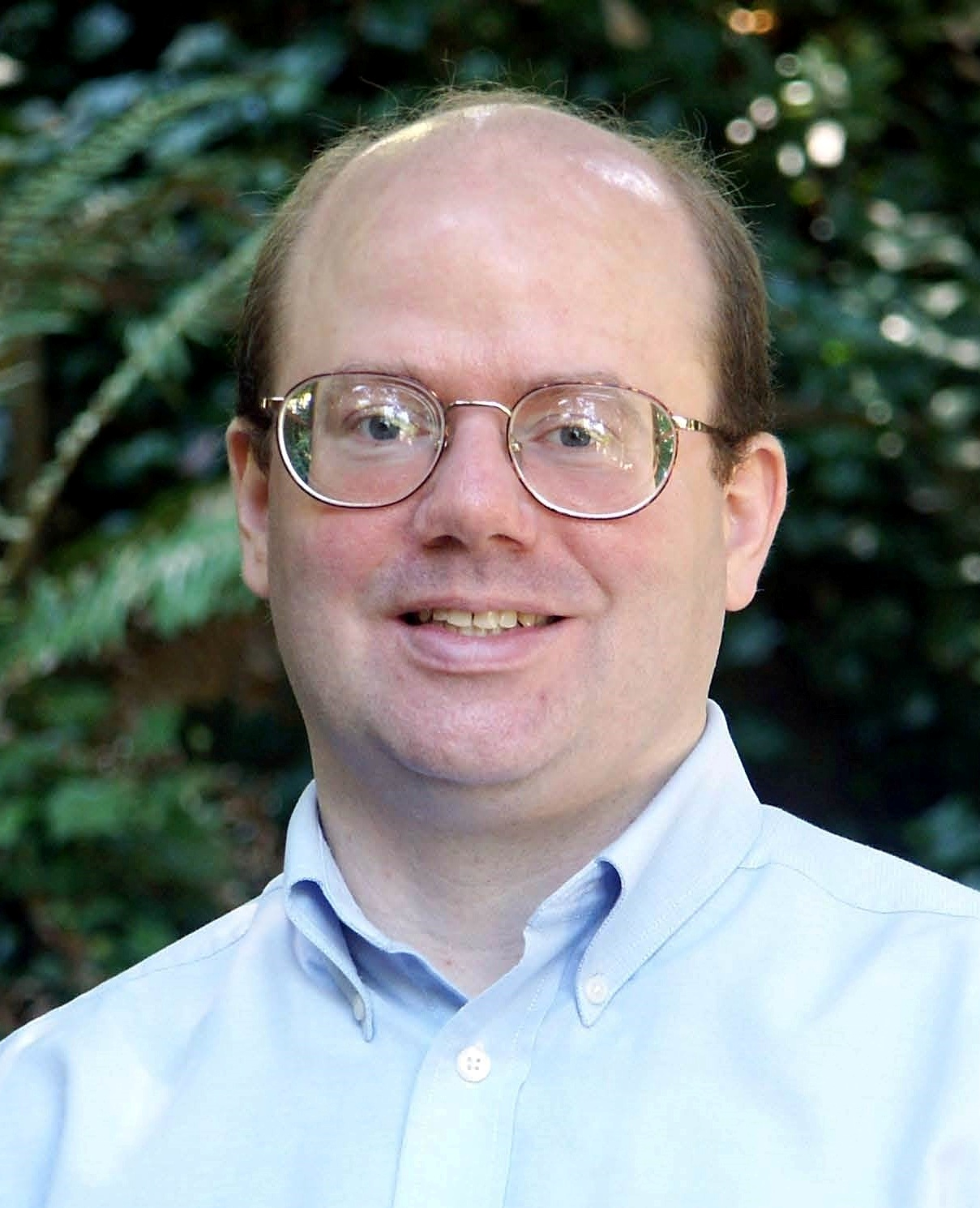
Larry Sanger, creador de la Citizendium.

Citizendium és una enciclopèdia creada en 2006 pel filòsof Larry Sanger com a alternativa a Wikipedia. Es va fer un projecte pilot a l'octubre del 2006 i es va fer pública el dia 25 de març del 2007.
Les principals diferències amb la Wikipedia són:
- Es distingeix entre autors (qualsevol que vulgui contribuir) i editors, experts en la matèria que asseguren la fiabilitat de les informacions.
- Són restrictius quant al tipus d'articles que hi tenen cabuda, molt propers als de l'enciclopèdia tradicional.
- Els usuaris han de signar amb el seu nom real i oferir una breu biografia per participar.
- Els articles es divideixen en àrees temàtiques, supervisades per grups de treball manats per experts.

Els seus defensors afirmen que a la llarga serà una font més consultada que les versions viquipedistes, perquè els experts asseguren la validesa de les informacions i això li atorga rigor. A més a més, el vandalisme és pràcticament inexistent i la redacció més acurada.
Per contra, els detractors afirmen que és un projecte elitista, que no valora el coneixement de la comunitat i que va sorgir per la rivalitat creixent entre Larry Sanger i Jimbo Wales.